# Кишеньковий комп'ютер

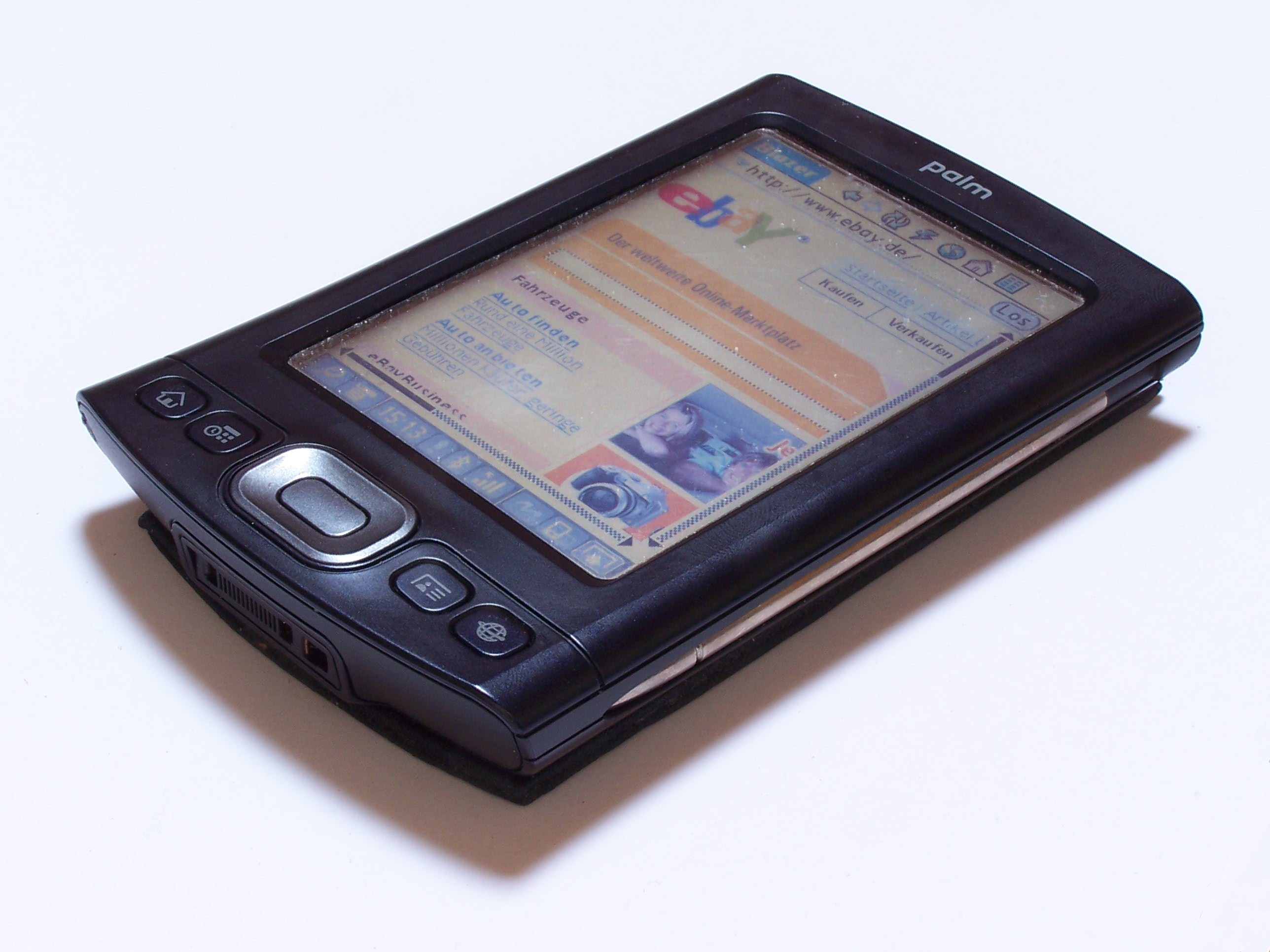
Palm TX

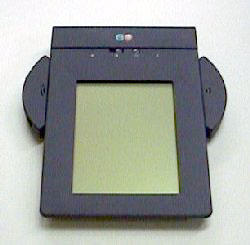
Перший PDA: EO Personal Communicator (440) від AT&T

Кишеньковий комп'ютер, кишеньковий персональний комп'ютер, (КПК), (англ. personal digital assistant), а також: ручний комп'ютер, надолонний комп'ютер, надолонник, палмтоп) — збірна назва класу портативних електронних обчислювальних пристроїв, спочатку запропонованих до використання як електронні органайзери.
В англійській мові словосполучення «кишеньковий ПК» (англ. pocket РС) не є назвою всього класу пристроїв, а є торговою маркою фірми Майкрософт, тобто, відноситься лише до одного з різновидів КПК. Англійське словосполучення palm РС («надолонний комп'ютер») також асоціюється з абсолютно конкретною торговою маркою. Для всього класу пристроїв в англійській мові використовується словосполучення personal digital assistant або (PDA), що українською перекладається як «особистий цифровий секретар».
Оригінальний термін був вперше застосований 7 січня 1992 року Джоном Скаллі (англ. John Sculley) на виставці Consumer Electronics Show у Лас-Вегасі, стосовно Apple Newton.
КПК складається з процесора, пам'яті, звукової та відеосистеми, екрану, слотів розширення, за допомогою яких йому можна додати пам'яті або можливостей, та клавіатури.

## Застосування
- Читання книг, довідкових текстів, словників, енциклопедій тощо.
- Перегляд електронної пошти, вебсторінок, журналів і інших документів у різних текстових форматах.
- Карти місцевості. Особливо ефективні за наявності модуля GPS (глобальна система позиціювання) і спеціальних програм для планування маршрутів.
- Щоденник і розклади: комп'ютер може автоматично нагадувати про пункти розкладів.
- Всілякі записи: пам'ятки, контактні відомості, списки, бази даних.
- Звуковий програвач. На відміну від кишенькових аудіопрогравачів, функція звукового програвача на КПК повністю настроюється програмним забезпеченням: можна вибрати програму з відповідним інтерфейсом і функціональністю.
- Диктофон: при використанні додаткового ПЗ знаходить розширені можливості звукозапису.
- Записи від руки: дозволяють швидко накидати пам'ятку, з можливістю малювання від руки за допомогою стилуса і/або пальця.
- Набір текстів: доступна екранна клавіатура, рукописне введення і повноцінна клавіатура, що підключається (можливе використання акордової клавіатури, яка має менші розміри).
- У деяких моделях КПК також є висувна клавіатура.
- Проглядання зображень: фотоальбоми, колекції зображень.
- Перегляд відеороликів, фільмів: обсяг сучасних накопичувачів і швидкість процесорів дозволяє проглядати відео зі звуком, без конвертації.
- Вихід в Інтернет: підключення через мобільний телефон (Bluetooth / IrDA), або бездротову мережу Wi-Fi, функціонують GPRS і EDGE.
- Ігри: логічні, аркади, шутери, стратегії, ролеві ігри.
- Графічний редактор, функціональність якого істотно обмежена розміром екрана кишенькового комп'ютера.
- Дистанційне керування: уся побутова техніка з інфрачервоним портом піддається управлінню за допомогою спеціалізованих програм.
- Офісні застосування: у прямій залежності від моделі КПК, у розпорядженні користувача є різні набори програм — від утиліт для переглядання документів до повноцінних офісних пакетів.
- Програмування: попри доступність трансляторів різних мов, програмування безпосередньо на кишеньковому комп'ютері залишається ускладненим через помірну кількість середовищ розробки, а невеликий розмір екранів надолонників також заважає повноцінному програмуванню.
- Фотоапарат, відеокамера: вбудована або така, що підключається.
- Функція телефону з можливостями відправки SMS, MMS і дзвінками.

До КПК, оснащеному хост-контроллером USB, можна безпосередньо підключати різні пристрої USB, зокрема клавіатуру, мишу, тверді диски і флеш-накопичувачі.

## Операційні системи
На відміну від настільних ПК, які розділяються на декілька великих класів і врешті досить універсальні, кишенькові комп'ютери жорсткіше прив'язані до власних операційних систем (ОС).
На кишенькових комп'ютерах використовувалися наступні операційні системи:
- Windows Phone (наступник Windows Mobile, базується на Windows CE) фірми Microsoft;
- HP webOS фірми Hewlett Packard (наступник Palm OS від PalmSource);
- BlackBerry OS фірми Research In Motion;
- Symbian (раніше EPOC);
- Варіанти GNU/Linux (такі, як Maemo, Moblin, MeeGo)
- Android

Згідно з дослідженнями Gartner, в III кварталі 2005 року в порівнянні з III кварталом 2004 року, ринок КПК зріс на 20,7 %, і був поділений між ОС в таких пропорціях:
- Windows Mobile на Pocket РС — 49,2 % (зростання);
- BlackBerry — 25,0 % (зростання);
- Palm OS — 14,9 % (скорочення);
- Symbian OS — 5,8 % (зростання)
- Familiar і інші засновані на Linux — 0,7 % (стабільно);
- інші — 4,4 % (стабільно).

Станом на лютий 2010 ситуація змінилася:.
| Платформа                  | 4 кв. 2009 | 4 кв. 2008 | 4 кв. 2007 | 3 кв. 2006 | 3 кв. 2005 |
| -------------------------- | ---------- | ---------- | ---------- | ---------- | ---------- |
| Symbian                    | 47,2 %     | 52,4 %     | 62,3 %     | 72,8 %     | 59,7 %     |
| RIM (BlackBerry)           | 20,8 %     | 16,5 %     | 10,9 %     | 2,8 %      | 1,5 %      |
| Apple (iPhone OS)          | 15,1 %     | 9,6 %      | 5,2 %      | -          | -          |
| Microsoft (Windows Mobile) | 8,8 %      | 13,9 %     | 11,9 %     | 5,6 %      | 2,2 %      |
| Google (Android)           | 4,7 %      | 0,5 %      | -          | -          | -          |
| Інші (Linux, PalmOS)       | 3,4 %      | 7,2 %      | 9,6 %      | 18,8       | 36,6 %     |

За даними Gartner, станом на 4 квартал 2010 р. Symbian має найбільшу частку ринку смартфонів (32,6 %) та займає друге місце після Android за кількістю проданих пристроїв (32,6 млн).

## Поширення
Останнім часом[коли?] набули великого поширення комунікатори і смартфони, які суміщають в собі функції КПК з функціями мобільного телефону. КПК були повністю витіснені смартфонами у 2008 році. Смартфони мають практично ідентичні звичайним КПК операційні системи з незначними відмінностями — додатковим програмним забезпеченням для роботи з мобільним зв'язком. Комунікатори та смартфони мають помітну перевагу за рахунок додаткової й потрібної функціональності спілкування. Смартфони програють лише в короткому часі автономної роботи. Тоді як КПК при помірному використанні вимагає заряджання раз на 4-6 днів[джерело?], смартфон необхідно заряджати раз на 1-2 дні.[джерело?]

## Фільми
Модель кишенькового комп'ютера E-TEN P300 була згадана у фільмі «Мережа 2.0» 2006 року під маркою Beko. Головна героїня Гоуп Кессіді використала його для проникнення в Galata.